# Tullio Passarelli
Tullio Passarelli, född 10 augusti 1869 i Rom, död 7 april 1941 i Rom, var en italiensk arkitekt. Han var elev till arkitekten Gaetano Koch. I Rom har Passarelli bland annat ritat kyrkobyggnaderna Santa Teresa d'Avila, San Camillo de Lellis och Santa Maria Regina dei Cuori.